# Wolf von Wolffersdorff
Wolf von Wolffersdorff (* 22. Dezember 1887 in Hildesheim; † 3. Mai 1945 im Lager Schwarzenborn) war ein deutscher Jurist und Landrat.

## Leben und Wirken
Er stammte aus der Adelsfamilie von Wolffersdorff und war der Sohn des preußischen Hauptmanns und Kompaniechefs Horst von Wolffersdorff (1851–1889) und dessen Ehefrau Gabriele, geborene von Uckermann-Bendeleben (1858–1943). Noch vor Vollendung seines zweiten Lebensjahres verlor er den Vater, später zog seine Mutter nach Vevey in die Schweiz. Nach dem Schulbesuch u. a. in Sondershausen studierte er Rechtswissenschaften an den Universitäten in Lausanne, Straßburg und Halle. Seit dem Wintersemester 1906/07 war er Mitglied der Studentenverbindung Société d’Étudiants Germania Lausanne. Er legte am 6. Dezember 1909 die juristische große Staatsprüfung ab. Danach trat er als Regierungsassessor in den öffentlichen Dienst ein und arbeitete bei der Regierung Erfurt in der preußischen Provinz Sachsen.
Am 23. August 1921 wurde er zum Landrat des preußischen Kreises Ziegenrück in Ranis ernannt. Nach der Machtergreifung der Nationalsozialisten trat er am 1. Mai 1933 der NSDAP bei und blieb daraufhin im Amt. Im Februar 1936 wurde er mit der vertretungsweisen Verwaltung des Landratsamtes in Nordhausen beauftragt und übernahm im Juni 1936 definitiv die Funktion des Landrates im preußischen Kreis Grafschaft Hohnstein.
Nach Beginn des Zweiten Weltkrieges wurde er Ende 1939 in das Generalgouvernement für die deutsch besetzten polnischen Gebiete abgeordnet. Er kehrte auf eigenen Wunsch bereits nach drei Monaten nach Nordhausen zurück. Wenig später verlor er im Juni 1940 seinen Sohn Detlev von Wolffersdorff, der in Frankreich fiel.
Nach der Besetzung Nordhausens durch amerikanische Truppen im April 1945 wurde er aus dem Dienst entlassen und inhaftiert. Er starb bereits wenige Wochen später am 3. Mai 1945 im amerikanischen Internierungslager im Knüllgebirge, wohin er verbracht worden war.

## Familie
Am 5. September 1914 heiratete er in Sondershausen Freda von Rohr (1882–1970), Tochter des Kammerherrn Christian von Rohr-Trieplatz und der Alexandra von Larisch-Kümmritz, Nachfahrin des Alfred von Larisch, mit der er folgende Kinder hatte:
- Detlev (1916–1940), gefallen
- Gabriele (1918–1992)

⚭ 1939 Joachim Freiherr von Finck (1912–1940), gefallen
⚭ 1942 Theodor Berkelmann (1894–1943)
⚭ 1947 Heinz Schroetter (1906–1992)
- Christa (* 1923) ⚭ 1950 Herbert Kühne (* 1907)

Der Oberst Otto von Rohr, gefallen am 22. Juni 1941, und der Generalmajor Hanns von Rohr waren seine Schwäger.